# Дікінсон (округ, Айова)
Шаблон:StateAbbr_ 43°22′33″ пн. ш. 95°08′59″ зх. д. / 43.375833333333° пн. ш. 95.149722222222° зх. д.
Округ  Дікінсон (англ. Dickinson County) — округ (графство) у штаті  Айова, США. Ідентифікатор округу 19059.

## Історія
Округ утворений 1857 року.

## Демографія
За даними перепису 
2000 року 
загальне населення округу становило 16424 осіб, зокрема міського населення було 11434, а сільського — 4990.
Серед мешканців округу чоловіків було 8001, а жінок — 8423. В окрузі було 7103 домогосподарства, 4760 родин, які мешкали в 11375 будинках.
Середній розмір родини становив 2,78.
Віковий розподіл населення поданий у таблиці:
| Стать    | До 15 років | 15-21 | 22-29 | 30-39 | 40-49 | 50-65 | 65-85 | Понад 85 |
| -------- | ----------- | ----- | ----- | ----- | ----- | ----- | ----- | -------- |
| Чоловіки | 1485        | 682   | 652   | 987   | 1247  | 1509  | 1301  | 138      |
| Жінки    | 1426        | 635   | 581   | 974   | 1309  | 1548  | 1624  | 326      |

## Суміжні округи
- Джексон, Міннесота — північ
- Еммет — схід
- Клей — південь
- Оссеола — захід

## Виноски
1. ↑  U.S. Decennial Census. United States Census Bureau. Архів оригіналу за 26 квітня 2015. Процитовано 16 липня 2014.
2. ↑  Historical Census Browser. University of Virginia Library. Архів оригіналу за 11 серпня 2012. Процитовано 16 липня 2014.
3. ↑  Population of Counties by Decennial Census: 1900 to 1990. United States Census Bureau. Архів оригіналу за 22 квітня 2014. Процитовано 16 липня 2014.
4. ↑  Census 2000 PHC-T-4. Ranking Tables for Counties: 1990 and 2000 (PDF). United States Census Bureau. Архів оригіналу (PDF) за 18 грудня 2014. Процитовано 16 липня 2014.
5. ↑  State & County QuickFacts. United States Census Bureau. Архів оригіналу за 7 червня 2011. Процитовано 16 липня 2014.(англ.) Наведено за англійською вікіпедією.
6. ↑  American FactFinder. Бюро перепису населення США. Архів оригіналу за 21 травня 2008. Процитовано 31 січня 2008.

| США | Це незавершена стаття з географії США. Ви можете допомогти проєкту, виправивши або дописавши її. |